# Laburgade
Laburgade é uma comuna francesa na região administrativa de Occitânia, no departamento de Lot. Estende-se por uma área de 12,57 km². Em 2010 a comuna tinha 368 habitantes (densidade: 29,3 hab./km²).